# 阿波晩茶

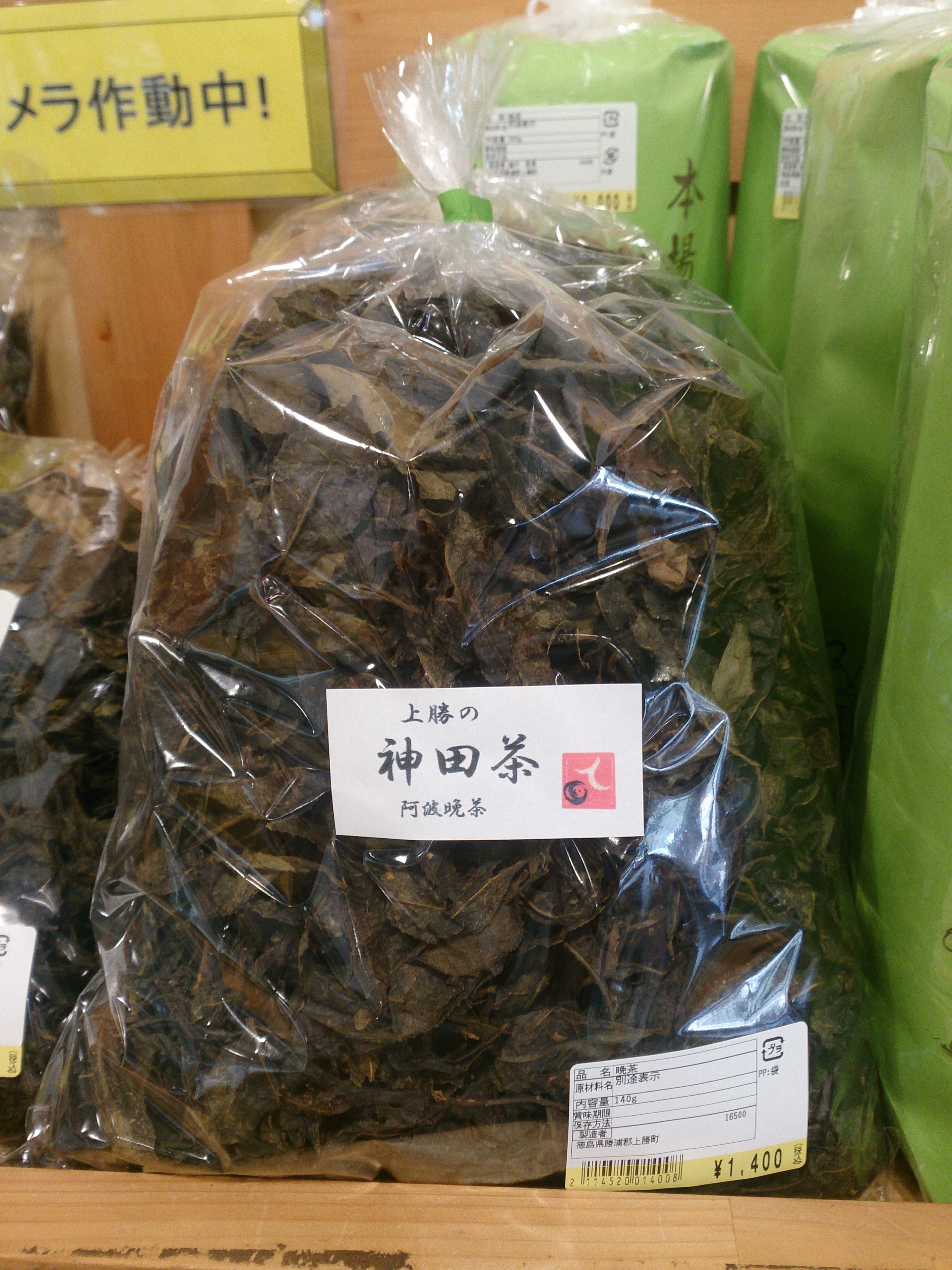
神田茶

阿波晩茶（あわばんちゃ）とは、徳島県那賀郡那賀町（旧・相生町域）と勝浦郡上勝町の特産品となっている乳酸菌発酵茶（後発酵茶）の総称である。
「阿波ばん茶」や「阿波番茶」と書かれることもあるが、番茶とは使用する茶葉や製法が異なる。

## 由来
阿波晩茶の由来は以下の説があるが、近世以前に遡って裏付けられる史料はない。
- 弘法大師から伝えられた[4]。
- 平家の落人である横尾権守から伝えられた[1]。

## 製法
茶摘み
夏の土用（7月頃）に茶葉を1枚残らず扱き取り茶摘み籠に入れる。硬い茶葉を扱き取るために厚手の軍手などをはめて行われ、桶に詰め込む量の茶葉が取れるまで続けられる。
茶茹で
摘んだ茶葉を大釜で数分から数十分茹でる。茹で方は、「直接」（茶葉を直接釜に入れて又木で押し込みながら茹でる方法）、「押し出し」（釜の真ん中に仕切り板や釜の木蓋を立てて手前から新しい葉を入れることにより、既に入れて茹だった茶葉を奥に押し出す方法）、「籠茹で」（茶葉を籠に入れて釜に沈ませ、又木で押し込みながら茹でる方法）の3種類がある。漬け込みまでの工程は連続して行われ、茹で汁は後の漬け込みの段階で使用する。
茶摺り
茹でて柔らかくなった茶葉を摺り、後の工程での効果をより出すために茶葉に傷をつける。かつては茶摺舟（茶摺機）を用いた手作業だったが、茶摺舟にモーターを取り付けたり揉捻機などの道具を用いたりする場合が多い。
漬け込み
茶摺りをした茶葉を、桶に入れて漬け込み、茶葉の醗酵を促す。漬け込む際には、桶に空気が入らないように足で踏み込んだり竪杵で搗いたりして茶葉を固め、上から蓋をして密閉し、重石を載せて密閉する。そして、茶茹での際に出た茹で汁を注ぎ、茶葉の間の空気を抜き、茹で汁に漬け込む。漬け込む時間は、那賀町では1 - 2週間程度が多く、上勝町では2 - 3週間程度が多い。
阿波晩茶の製造工程において、最も重要な作業となる。
茶干し
桶に漬け込んだ茶葉を取り出して塊をほぐし、敷物の上に広げて乾燥させる。屋外で天日干しにして乾燥させる場合と、ビニールハウス内で乾燥させる場合、それぞれを併用する場合がある。
選別
乾燥した茶葉の中から不純物を取り除き、葉・枝・粉の別に、更に葉は大きさ別に分け、出荷できる状態にする。

## 特徴・成分
樽で乳酸発酵させるため漬物のような香りがする。
- カテキンが少ない
発酵でできた有機酸によって分解されるため。渋味が少なくなり口当たりが良くなる。
- カフェインが少ない
成長した茶葉にはカフェインが少ないため。こちらも渋味が少なくなり口当たりが良くなる。
- 緑茶に多いテアニンが少なく、グルタミン酸やアスパラギン酸は多い。
刺激の少ない甘味になる。

## 効能
血糖値の上昇抑制、整腸作用をはじめ、花粉症や鼻炎などのアレルギーの発症を医薬品とは異なるアプローチで和らげる等の研究がある。

## 産地

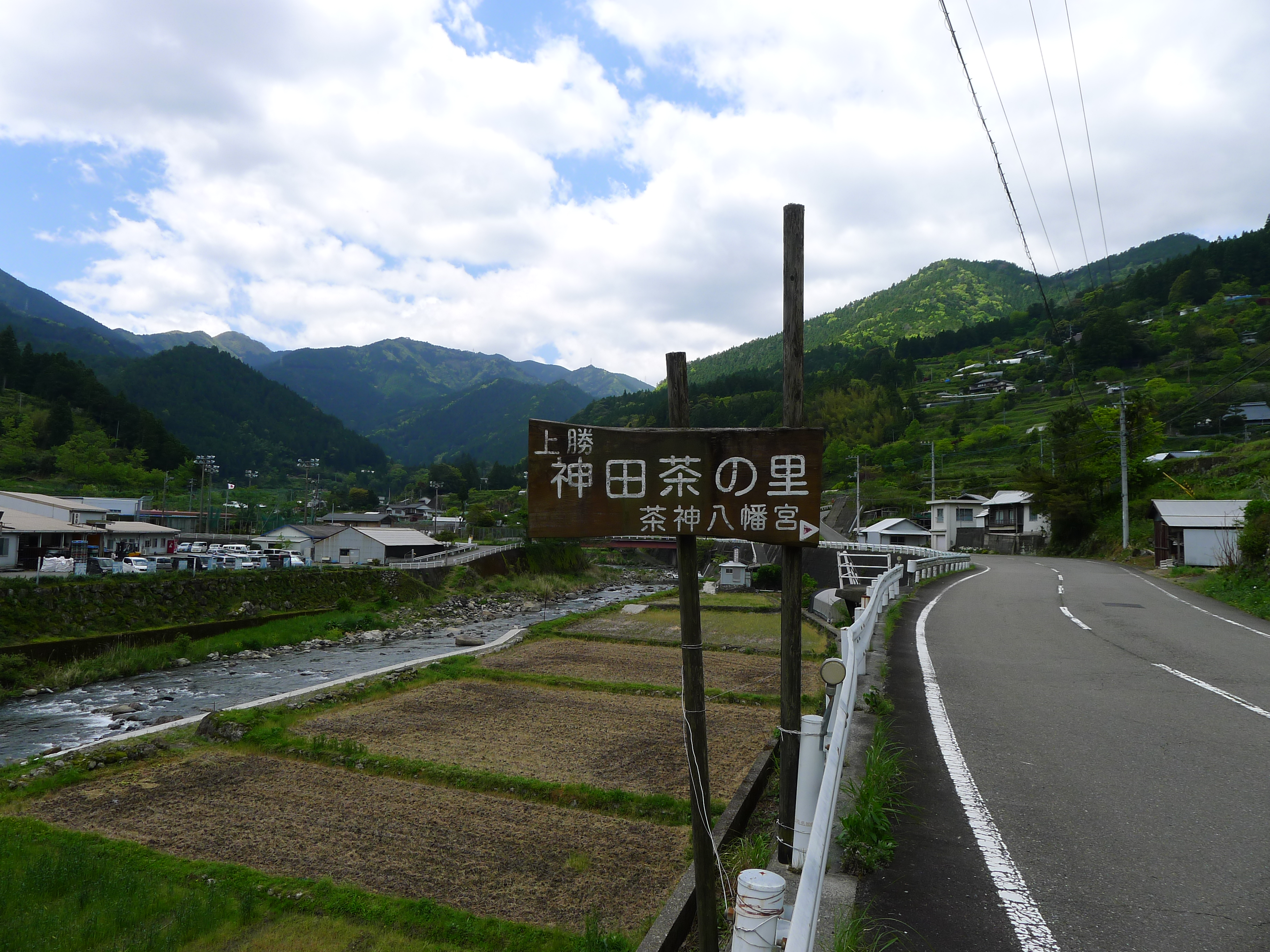
神田茶の里（背後の山に茶畑）

主要産地は下記の2箇所であり、それぞれ地域・集落名を冠して販売している。
- 徳島県那賀郡那賀町 : 相生晩茶[19]
- 徳島県勝浦郡上勝町 : 上勝阿波晩茶[20]、神田（）茶[21]
- 徳島県海部郡美波町赤松：阿波晩茶  また、僅かながらも生産している地域が他にいくつかある[18]。

## 無形の民俗文化財
2018年（平成30年）3月8日、阿波晩茶が愛媛県の石鎚黒茶や高知県の碁石茶と共に、「四国山地の発酵茶の製造技術」として、食文化で初めて記録作成等の措置を講ずべき無形の民俗文化財に選択される。
この選択を受け、徳島県は、2018年（平成30年）4月から2020年（令和2年）3月まで国庫補助事業として「阿波の食文化 阿波晩茶製造技術調査事業」を実施した。

## ふるさと名物
2019年（令和元年）6月13日、徳島県上勝町が「黄金色に香る『上勝阿波晩茶』を活用した加工群及び着地型観光」を応援するふるさと名物として、中小企業地域資源活用促進法に規定する「ふるさと名物応援宣言」をした。